# ミシマ:ア・ライフ・イン・フォー・チャプターズ
『ミシマ：ア・ライフ・イン・フォー・チャプターズ』（原題: Mishima: A Life In Four Chapters）は、日本とアメリカ合衆国の合作映画。三島由紀夫の生涯とその文学作品を題材にした伝記風の芸術映画。「美（beauty）」「芸術（art）」「行動（action）」「文武両道（harmony of pen and sword）」の4つのチャプター（4幕）から成る。
1985年（昭和60年）にアメリカ、欧州などで公開されたが、日本では未公開である。制作は日本のフィルムリンク・インターナショナル、アメリカのアメリカン・ゾエトロープとルーカスフィルム。日本人俳優が「日本語」で演じている初の本格的な日米合作映画として画期的なものとされている。特に、石岡瑛子が担当した美術は評価が高い。
本国アメリカでは興行的に惨敗したものの1985年度の第38回カンヌ国際映画祭最優秀芸術貢献賞を受賞し、各方面で大きな反響を呼んだ。当初日本でも『MISHIMA ――11月25日・快晴』の邦題で公開予定だったが、三島役の同性愛的描写などに対して瑤子夫人が反対し、右翼団体の一部が抗議しているという噂が流れたため、映画配給会社が躊躇して日本では劇場公開されなかった。日本ではビデオ・DVD化もされていないため「幻の作品」となっている。
スティーヴン・ジェイ・シュナイダーの『死ぬまでに観たい映画1001本』に掲載されている。

## 作品構成・概説
冒頭のタイトルバックは、海の彼方遠くに深紅の朝日が昇る風景で始まる。第1部「美（beauty）」には『金閣寺（Temple of the Golden Pavilion）』、第2部「芸術（art）」には『鏡子の家（Kyoko's House）』、第3部「行動（action）」には『奔馬（Runaway Horses）』（『豊饒の海』第二巻）の三島文学をダイジェストで映像化した3部のそれぞれに、三島が自決した当日の起床からの経過を追ったカラーのドキュメンタリー調の「1970年11月25日」のシークエンスと、三島の幼少期から「楯の会」結成までの半生をモノクロームで描いた「フラッシュバック（回想）」のシークエンスを交えた展開となっている。例えば、『奔馬』の主人公・飯沼勲（演じるのは永島敏行）が割腹自殺をはかろうとすると、いきなり、三島（演じるのは緒形拳）が自作の映画『憂国』の切腹シーンを撮影している場面（「フラッシュバック」部）に切り替わる、といった繋がりになっている。
第4部「文武両道（harmony of pen and sword）」には、市ヶ谷駐屯地に到着した場面から自決に至る（三島事件）までの「1970年11月25日」のシークエンスと、陸上自衛隊富士学校での体験入隊中の場面や練習機「F-104」搭乗の「フラッシュバック」のシークエンスにより構成されており、最後に三島が切腹して雄叫びする場面に、前3部の小説のラストシーンがワンカット描かれ、『奔馬』の最後の一行の〈正に刀を腹へ突き立てた瞬間、日輪は瞼の裏に赫奕（かくやく）と昇つた〉のナレーションと共に、冒頭のタイトルバックにあった太陽が正面に丸く昇っている風景でエンドロールとなる。なお、「フラッシュバック」で描かれる半生の挿話や、ナレーションには、自伝的小説『仮面の告白』や、『私の遍歴時代』『太陽と鉄』などの随筆からの引用が使用されている。
製作総指揮は『ゴッドファーザー』シリーズのフランシス・フォード・コッポラおよび、『スター・ウォーズ』シリーズのジョージ・ルーカスの両名が務めている。監督と脚本は『タクシードライバー』の脚本で高く評価されたポール・シュレイダーが、ナレーションは『フレンチ・コネクション』『ジョーズ』シリーズのロイ・シャイダーが、撮影監督は『アメリカン・ジゴロ』『キャット・ピープル』のジョン・ベイリー、カメラ・オペレーターを栗田豊通が担当している。
なお、撮影直前までの脚本では、第4部に『天人五衰』（『豊饒の海』第四巻）が含まれていたが、構成があまりにも複雑になりすぎるという理由で割愛された。また、ポール・シュレイダー監督は第2部「芸術（art）」では、『禁色』を使うことを希望していたが、遺族側の承諾が得られずに、『鏡子の家』になったという。準備段階ではジョン・ベイリーの要望によりスタッフ間でイメージを共有するための資料として1969年の日本映画『御用金』の上映を行い「ルック」の参考とした。
『金閣寺』において笠智衆が出演するわずかなシーンのみでセットを組んだが、諸般の事情によりすべてカットされた。このシーンはDVD化の際に初めて収録された。
主演・緒形拳が演じている三島の役は、戦後文壇デビュー以降から1970年（昭和45年）11月25日に起きた陸上自衛隊市ヶ谷駐屯地での籠城、自衛隊決起を促す演説、そして最後の割腹自殺である。緒形拳を含め、キャスティングは日本を代表する俳優陣で占められ、非常に豪華なものであった。日本人俳優は日本語で演技をしているため、英語の字幕と、三島文学の熱心な愛読者だという俳優ロイ・シャイダーによる英語のナレーションが要所に付いている。海外で発売されているDVDには、緒形拳による日本語のナレーションが収録されている。

## キャスト
フラッシュバック（回想）
- 緒形拳 - 三島由紀夫・24 - 45歳
- 利重剛 - 三島の青年時代・18 - 19歳
- Yuki Nagahara - 三島の幼年時代・5歳
- Masato Aizawa - 三島の少年時代・9 - 14歳
- 大谷直子 - 三島の母・倭文重
- 加藤治子 - 三島の祖母・なつ
- 小林久三 - 文学者の友人
- 北詰友樹 - ダンスの友人・美輪明宏
- 新井康弘 - 新聞記者
- 細川俊夫 - 『鹿鳴館』のプロデューサー
- 水野洋介 - 『憂国』のプロデューサー・ 藤井浩明
- 福原秀雄 - 軍医

1970年11月25日
- 緒形拳 - 三島由紀夫・45歳
- 塩野谷正幸 - 「楯の会」学生長・森田必勝
- 三上博史 - 「楯の会」隊員・小賀正義
- 立原繁人（現・芸名 徳井優） - 「楯の会」隊員・古賀浩靖
- Junya Fukuda - 「楯の会」隊員・小川正洋
- 織本順吉 - 陸上自衛隊東部方面総監・益田兼利陸将
- 江角英明 - 副官（沢本泰治三等陸佐）
- 穂高稔 - 一等陸佐（総監部防衛副長・吉松秀信一等陸佐）

金閣寺
- 坂東八十助 - 溝口
- 佐藤浩市 - 柏木
- 萬田久子 - 遊女・まり子
- 沖直美 - 女
- 高倉美貴 - 女
- 辻伊万里 - 遊廓の女将
- 笠智衆 - 和尚（公開版およびビデオ版ではカット。DVD化の際に収録された）

鏡子の家
- 沢田研二 - 舟木収
- 左幸子 - 収の母
- 烏丸せつこ - 光子
- 倉田保昭 - 武井
- 横尾忠則 - 山形夏雄
- 李麗仙 - 清美
- 平田満 - 悪漢

奔馬
- 永島敏行 - 飯沼勲
- 池部良 - 尋問官
- 誠直也 - 剣道教師
- 勝野洋 - 堀中尉
- 根上淳 - 蔵原武介
- 井田弘樹 - 井筒

## 製作
製作発表が日本で行なわれた1983年（昭和58年）6月、コッポラは、製作の経緯について以下のように語っている。
ポール・シュレイダーの兄で、日本映画通であり親日家のレナード・シュレイダーは、1968年（昭和43年）に初来日してから同志社大学で英文学の講師をしていた当時、1970年（昭和45年）の三島事件に遭遇し衝撃を受けていた。それ以来、レナードは三島の小説や資料を集め続け、1975年（昭和50年）から映画化を構想し、弟・ポールに提案して、一緒に脚本を書き始めたのだという。
ポール・シュレイダーは、『Mishima』を日本で撮影中、以下のように語っている。
三島役として坂本龍一にもオファーがあったという。坂本はこれを断った理由について、自身がパーソナリティーを務めていたラジオ番組「サウンドストリート」の中で、「『戦場のメリークリスマス』の後にこの映画で三島役を演じたら、海外から『サカモトは右翼だ』と思われそうだ」と、冗談めかした口調で語り、これと同様のコメントを、映画『ラストエンペラー』のパンフレット内のインタビュー記事でもしている。

### スタッフ
- 製作総指揮：フランシス・フォード・コッポラ、ジョージ・ルーカス
- 製作：山本又一朗、トム・ラディ
- 監督：ポール・シュレイダー
- 脚本：ポール・シュレイダー
- 原作：三島由紀夫
- 撮影：ジョン・ベイリー、栗田豊通
- 音楽：フィリップ・グラス
- 美術：石岡瑛子
- ナレーション：ロイ・シャイダー（英語）、緒形拳（日本語）

## 映画と事実との違い
作中の事件当日の朝、緒形拳演じる三島が青いサテンのガウンを着てコーヒーを飲んでいる場面があるが、実際の三島は当日の朝はコップ一杯の水しか、お手伝いさんに要求していない。
また、写真集『薔薇刑』の撮影で、三島自身がカメラのアングルを指示している場面があるが、写真家の細江英公はこれを否定し、以下のように語っている。

## 公開
封切公開前に1985年の第1回東京国際映画祭（5月31日 - 6月9日）で特別上映を予定していたが、上記の騒動があり、日本映画製作者連盟会長の岡田茂が「『ミシマ』なんかやったら右翼が反対して騒ぎ、第1回目から大混乱になる」と上映を拒否した。プロデューサーの山本又一朗が岡田に「国際映画祭は右翼に屈服してはいけない」と反論したが結局上映されなかった。

## 評価・解釈
『Mishima』の評価は賛否両論を巻き起こし、映画界で話題を呼んだ作品である。三島の文学研究の立場で観賞すれば、三島の小説の中の都合のいい断片部分を寄せ集めた観のあるものとして批判的な要素もありながらも、小説家の思想と小説の作中人物の関係性を一本の映画の中で表現させようとした試みの大胆さは評価に値すると垣井道弘は解説し、日本の作家・三島由紀夫の存在を広く世界の映画ファンに浸透させたと評している。
カンヌ国際映画祭翌日の新聞各紙の報道は、「三島をはじめ、楯の会の軍服に身を包んだ人たちの姿が美しい。この作品には、三島というもののすべてが凝縮されている」（ニース・マタン紙）や、「めったに見られない一つのスタイルを発見している。今回の全作品中で最も野心的な作品だ」（フランス・ソワール紙）をはじめ、インターナショナル・ヘラルド・トリビューン紙などが讃辞の記事を載せた。その一方、リベラシオン紙は「シュレイダー監督はMISHIMAと自決した」と皮肉をこめて酷評した。これについて垣井道弘は、三島文学にまったく関心のない記者が酷評したのだろうと述べている。
ジョディ・フォスターは、映画雑誌『ロードショー』の「もっと評価したい映画」を一本だけ挙げて自分の好きな映画を語るという企画特集で、『Mishima』を取り上げている。また、ジョディは来日した際のインタビューで、「三島文学をかなり読んでいたので、映画にも興味を惹かれて見ました。三島の文学作品を撮った部分と、三島由紀夫の生涯を対比して描いたところが素晴らしかった。作品部分は凝った構成で、生涯の部分はドキュメンタリー・タッチになっている。その対比が絶妙だと思った」と述べている。